# Саванна Гост Пайретс
«Саванна Гост Пайретс» (англ. Savannah Ghost Pirates) — профессиональная хоккейная команда, выступающая в Южном дивизионе Восточной конференции ECHL. Базируется в городе Саванна, штат Джорджия, США. Команда дебютировала в сезоне 2022–23.
19 мая 2022 года «Гост Пайретс» объявили о своём годовом присоединении на сезон 2022–23 к команде «Вегас Голден Найтс» из Национальной хоккейной лиги (НХЛ), а также с их филиалом в Американской хоккейной лиге (АХЛ) «Хендерсон Силвер Найтс». Кроме того, бывший игрок НХЛ и главный тренер «Юнион Датчмен» Рик Беннетт был объявлен первым главным тренером «Саванны». Команда была помещена в Южный дивизион вместе с командами «Атланта Гладиаторс», «Флорида Эверблэйдс», «Гринвилл Суомп Рэббитс», «Джэксонвилл Айсмен», «Орландо Солар Бэрс» и «Саут Каролина Стингрейс».